# Nesopachylus monoceros
Espèce
Nesopachylus monoceros est une espèce d'opilions laniatores de la famille des Ampycidae.

## Distribution
Cette espèce est endémique du Panama. Elle se rencontre sur l'île Barro Colorado et vers Juan Mina.

## Description
Le mâle syntype mesure 10 mm.

## Systématique et taxinomie
Cette espèce a été décrite par Chamberlin en 1925.

## Publication originale
- Chamberlin, 1925 : « Diagnoses of new American Arachnida. » Bulletin of the Museum of Comparative Zoology, vol. 67, p. 211-248 (texte intégral).